# عمق السوق

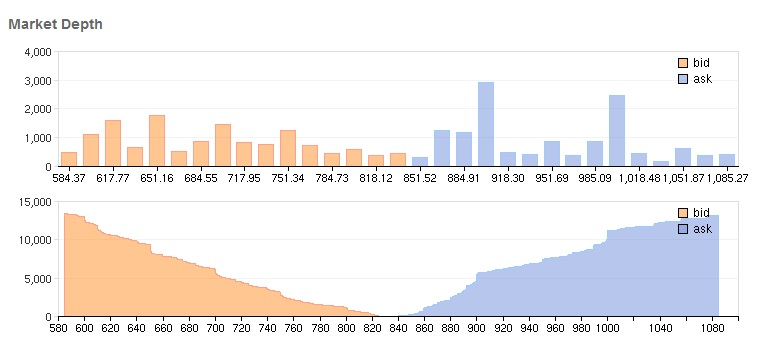

عمق السوق (بالإنجليزية: Market depth)‏ يقصد بعمق السوق هو مقدار ما يجب تنفيذه على ورقة مالية ما لتغيير سعرها سواء كان ذلك شراءً أو بيعاً.
وإن زيادة العمق في أي سوق يعتبر مطلباً من كافة الجهات المسؤولة عنه وكذلك المستثمرين إذ أن هذه الزيادة يرافقها زيادة في الثقة وذلك لسهولة التسييل في هذا السوق أو على ورقة مالية ما.